# Archanhelśke (obwód chersoński)
Archanhelśke (ukr. Архангельське) – osiedle typu miejskiego na Ukrainie w rejonie wysokopilskim obwodu chersońskiego.
2 października 2022 roku miejscowość wyzwolono spod okupacji rosyjskiej.